# 三角埔 (臺北市)
三角埔，是臺北市士林區的一個地名，位於該區中部偏北，範圍大致包括天母里、天山里、天和里、天玉里、天福里、天祿里東北半部、天壽里北部、蘭雅里東北角、聖山里中北部、三玉里不含西南角及芝玉路二段與東山路一巷連線的東南部、芝山里芝玉路二段西北側、東山里東山路一巷東北部沿里界狹長地帶及西北部。為今日臺北市天母次分區之主要部分。 

## 歷史
台灣清治末期至日治前期，三角埔地區為一街庄，稱為「三角埔庄」，隸屬於芝蘭一堡。該庄北與頂北投庄為鄰，東與草山庄、東勢庄為鄰，南邊為石角庄、湳雅庄、石牌庄，西邊為唭里岸庄。
1901年（日治明治三十四年）11月，該庄隸屬於臺北廳，編入第九區。1906年（明治三十九年）1月，第九改名「士林區」。1920年（大正九年），該庄改制為「三角埔」大字，隸屬於臺北州七星郡士林街，大字下有「大稻埕」、「三角埔」、「玉潮坑」、「猴洞」小字名。
戰後士林街改制為士林鎮，隸屬於臺北縣，本區劃為三玉里。1949年，士林鎮與北投鎮一併改隸屬新成立的草山管理局。1950年隨著草山改名為陽明山，草山管理局亦改名為陽明山管理局，士林鎮仍隸屬之。1967年臺北市改制為院轄市，隔年7月士林鎮併入成為士林區。1990年3月，臺北市各區重劃，該地區仍屬於士林區。

## 學校
- 中國文化大學（小部分）
- 臺北市立大學天母校區（部分）
- 臺北市職能發展學院（部分）
- 臺北市啟明學校
- 啟智學校
- 蘭雅國中
- 天母國中（部分）
- 天母國小
- 三玉國小
- 台北美國學校
- 台北日僑學校